# Peter Lindner

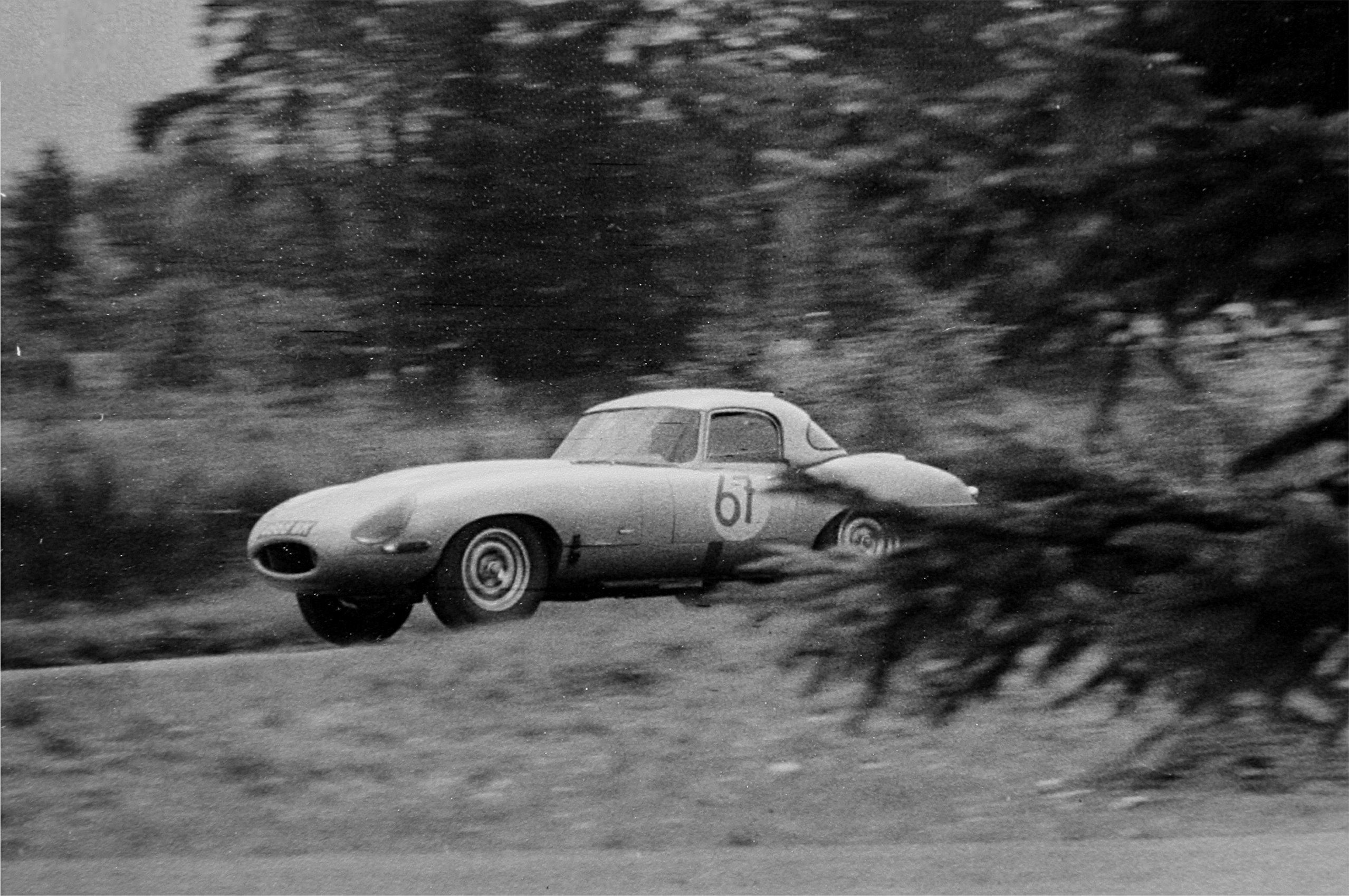
Der Jaguar E-Type Lightweight von Peter Lindner beim 1000-km-Rennen auf dem Nürburgring 1963: Lindner führte mit diesem Wagen die erste Runde des Rennens an, musste aber nach 25 Runden mit nachlassendem Öldruck aufgeben.

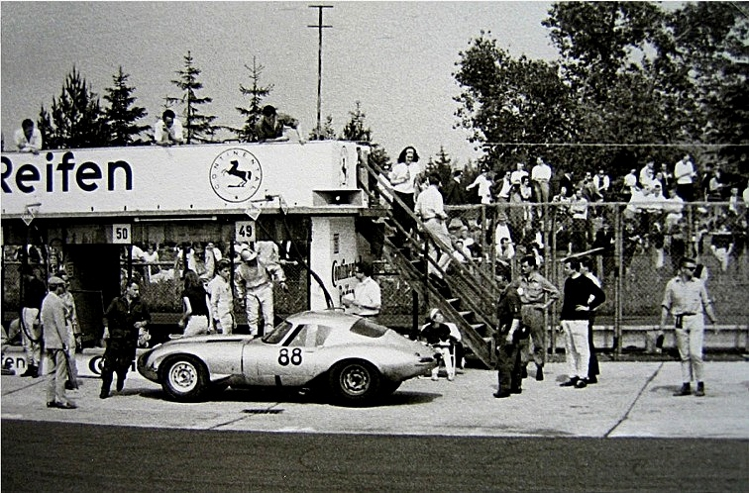
Diesmal beim 1000-km-Rennen auf dem Nürburgring 1964: Hinter dem Jaguar E-Type stehen Peter Lindner und Peter Nöcker (mit Helm) während eines Boxenstopps.

Peter Lindner (* 16. März 1930 in Düsseldorf; † 11. Oktober 1964 in Linas) war ein deutscher Geschäftsmann und Rennfahrer.

## Erfolge als Geschäftsmann
Peter Lindner kam nach dem Zweiten Weltkrieg nach Wiesbaden, absolvierte dort seine Schulzeit und verwaltete zusammen mit seiner Schwester das von der Mutter ererbte Haus. Sein Vater – ein gebürtiger Ostpreuße – fiel in den letzten Kriegstagen. Das Haus in der Taunusstraße hatte einen Laden, für den sich das Autohaus Nerotal – zu jener Zeit Lieferant für MG-Cars an Besatzungsangehörige – interessierte. Die Miete wurde gleich mit den Einnahmen verrechnet, denn Peter Lindner stieg bei dieser Gelegenheit selber als Autoverkäufer mit in das Geschäft ein. „Ich hatte mich bis dahin kaum mehr um Autos gekümmert als andere in meinem Alter auch.“
Doch der Umgang mit schnellen Wagen machte offenbar Spaß, denn Lindner avancierte bald zum Geschäftsführer. 1953 kam die Jaguarvertretung hinzu. Die Engländer gaben ihm eine Chance, und so wurde ein junger Mann von 27 Jahren praktisch ohne Kapital – wenn auch zunächst nur probeweise für ein halbes Jahr – Importeur der Marke Jaguar. Lindner nutzte seine Chance. 1957 konnte er auf der Automobilausstellung in Frankfurt ausstellen. Das konservative britische Werk hatte gerade ein neues Modell, den Jaguar 3,4 Liter Mark VIII, herausgebracht, der in Deutschland einige Liebhaber fand. 1958 lief dann das Geschäft, Lindners Vertrag wurde um ein weiteres Jahr verlängert. 1962 bot die Firma Lindner KG außer Jaguar die Marken Lotus, Aston Martin, sowie Daimler als Importeur an und vertrat, um das Programm abzurunden, außerdem weiterhin MG und Triumph. Daneben waren auch Volvo-Fahrzeuge im Programm.
Auf die Frage nach seinen Zukunftsplänen für das immer größer werdende Unternehmen antwortete der junge Geschäftsmann damals: „Ich werde bauen müssen, mein Kundendienstnetz muss weiter ausgebaut werden. 1960 haben wir etwas mehr als 100 Wagen verkauft, 1962 werden es bereits 600 Jaguars sein. Und in England erwartet man natürlich, dass diese Ziffern gesteigert werden.“ Neben Wiesbaden hatte die Lindner KG inzwischen Repräsentanzen in Frankfurt und Düsseldorf.

## Erfolge als Rennfahrer
Sein erstes Rennen fuhr Peter Lindner 1957 in Pferdsfeld mit einem alten Jaguar XK 120. Das Rennen war für ihn jedoch frühzeitig zu Ende, nachdem sich vor ihm ein anderer Jaguar gedreht hatte und sein Wagen dadurch einen Totalschaden erlitt. Schon bald war er wieder mit einem neuen Jaguar bei Rundstreckenrennen und Rallyes mit dabei.
Ab 1960 startete Lindner in der in diesem Jahr neu ins Leben gerufenen Deutschen Rundstrecken-Meisterschaft, die er 1961 auf einem Jaguar Mark II 3.8 gewann. Neben Jaguar fuhr Lindner 1961 noch einen Aston Martin DB4 GT, mit dem er einen Klassensieg und ansonsten ausnahmslos zweite Plätze jeweils hinter Peter Nöcker (Ferrari 250 GT) errang. Im Juni 1961 holte sich Lindner den so erfolgreichen und talentierten Fahrer in seinen Jaguar-Rennstall. Das Team Lindner/Nöcker konnte einige Klassen- und Gesamtsiege bei nationalen und internationalen Rennen einfahren. Zu Beginn der Saison 1962 wurde der alte „WI-PL 1“ durch einen neuen Jaguar mit 3,8-Liter-Motor und demselben Kennzeichen ersetzt. Alle Rennen, an denen sich Lindner mit diesem Wagen beteiligte, gewann er mit großem Vorsprung. Zum „WI-PL 1“ gesellte sich bald ein Jaguar E-Type mit dem Kennzeichen „WI-PL 2“. Natürlich konnte er mit dem „E“ nicht gegen die wesentlich schnelleren Ferraris ankommen, aber der Wagen war doch meist für einen zweiten oder einen dritten Platz gut.
Zu seinen wichtigsten Erfolgen zählte er den Klassensieg und Gesamtsieg beim 6-Stunden-Rennen für Tourenwagen 1961 auf dem Nürburgring, den Klassensieg und Gesamtsieg beim 6-Stunden-Rennen 1962, den Klassensieg und Gesamtsieg beim 12-Stunden-Rennen auf dem Nürburgring, den 2. Platz im Gesamtklassement beim 6-Stunden-Rennen auf der Brands Hatch, den Gesamtsieg (gegen Hans Joachim Walter auf Jaguar) im Tourenwagenrennen beim Großen Preis von Deutschland 1962, den Klassensieg beim Flugplatzrennen Achum und den Klassensieg beim Flugplatzrennen Trier.
Außer mit dem Jaguar war er auch mit seinem Aston Martin DB4 und dem Jaguar E-Type erfolgreich: So wurde er auf Aston Martin Zweiter im Gesamtklassement (hinter dem Schweizer von Czsasy, Ferrari 250 GTO) beim Gran-Turismo-Rennen im Rahmen des Großen Preises von Deutschland auf dem Nürburgring und beim Norisring-Rennen Zweiter seiner Klasse (hinter Nöcker, Ferrari). Auf dem Jaguar E-Type wurde er beim Flugplatzrennen Trier und beim Flugplatzrennen Achum jeweils Zweiter in der großen GT-Klasse (hinter Nöcker, Ferrari).
Der bekannteste Rennwagen im Besitz von Lindner war ein Jaguar E-Type-Lightweight. Von diesen Fahrzeugen für den Renneinsatz baute Jaguar nur zwölf Stück; das fünfte Chassis erwarb Lindner. Der silberne Jaguar mit der Chassisnummer S850662 war in den frühen 1960er-Jahren eine der markantesten Erscheinungen auf den europäischen Rennpisten. Die Wagen unterschieden sich nicht nur in der Motorleistung von den ursprünglichen E-Types, sondern hatten vor allem eine extrem leichte Aluminium-Karosserie. Lindners Lightweight war mit einer Motorleistung von 344 PS (253 kW) das stärkste der zwölf Fahrzeuge; alle anderen verfügten über Motoren, deren Leistung bei etwa 320 PS (235 kW) lag.
Beim 1000-km-Rennen auf dem Nürburgring 1963 trat Lindner mit seinem Lightweight unter anderem gegen die Scuderia Ferrari an, die werksseitig zwei Ferrari 250P an den Start brachte. Lindner übernahm unmittelbar nach dem Start von Position acht aus die Führung, wurde aber in der zweiten Runde von den Ferrari-Piloten John Surtees und Ludovico Scarfiotti überholt. Nach 25 Runden fiel der Jaguar mit nachlassendem Öldruck aus. Am 30. Juni 1963 gewann Peter Nöcker mit dem Wagen ein Sportwagenrennen auf der AVUS; im selben Jahr wurde Nöcker erster Gesamtsieger der Tourenwagen-Europameisterschaft.
Im Jahr 1964 nahmen Peter Lindner und Peter Nöcker erneut am 1000-km-Rennen auf dem Nürburgring teil. Mit ihrem Jaguar E-Type Lightweight mussten sie das Rennen jedoch schon in der 17. Runde mit Getriebeproblemen beenden.
1964 war ein gutes Ergebnis beim 24-Stunden-Rennen von Le Mans das große Ziel von Lindner und Nöcker. Lindners Jaguar wurde im Winter 1963/64 intensiv überarbeitet, weshalb er sich deutlich von den anderen Lightweight-Modellen abhob. Er erhielt zahlreiche neue Teile aus dem Jaguar-Werk in Großbritannien, darunter ein Schnellschaltgetriebe. Auch die Karosserie wurde für 1964 neu gestaltet. Anstelle des herkömmlichen Hardtop-Aufbaus erhielt Lindners Wagen eine windschlüpfige Karosserie mit Fließheck, die der Jaguar-Designer Malcolm Sayer entworfen hatte. Lindners überarbeiteter Lightweight wird unter Anspielung auf seinen reduzierten Luftwiderstand in der britischen Motorpresse zumeist als Low-Drag-E-Type bezeichnet.
Bei den Vortests konnte das Duo erneut durch schnelle Rundenzeiten überzeugen. Die beiden Deutschen fuhren in Le Mans die sechstschnellste Zeit, und das gegen die Prototypen von Ford und Ferrari. Im Rennen lag Lindner lange im Spitzenfeld, musste nach 149 gefahrenen Runden den Jaguar aber in der Box abstellen. Ein Zylinder hatte sich so überhitzt, dass sich der Motor nicht mehr starten ließ.

## Tod in Montlhéry
Der Abschluss der Sportwagensaison 1964 war das 1000-km-Rennen von Paris, der 20. und letzte Wertungslauf der Sportwagen-Weltmeisterschaft dieses Jahres. Auch Peter Lindner und Peter Nöcker nahmen an dem Rennen auf der Hochgeschwindigkeitsstrecke von Montlhéry teil, die vor allem wegen ihrer Steilkurven gefürchtet war. Nachdem es zu regnen begonnen hatte, kam es in der 83. Runde zu einem folgenschweren Unfall. Der Italiener Franco Patria hatte den in seiner Klasse führenden Werks-Abarth-Simca 1300 Bialbero von seinem Landsmann Luigi Taramazzo übernommen und war neu bereift und vollgetankt auf dem Weg aus der Boxengasse zurück auf die Strecke. Die Boxengasse war in Montlhéry nur durch Strohballen von der Strecke getrennt. Um für ein Mindestmaß an Sicherheit zu sorgen, überwachten zwei Ordner und ein Sportkommissar, unter ihnen der ehemalige Rennfahrer Jean Pairard, die Ausfahrt und ließen nur dann Wagen wieder auf die Strecke, wenn diese frei war. Als Patria an der Ausfahrt wartete, kam Peter Lindner auf der regennassen Strecke aus der Steilkurve vor Start und Ziel, schien zu bremsen und geriet ins Schleudern. Er lag an sechster Stelle und war in einen Zweikampf mit dem Briten Dick Protheroe verwickelt, der ebenfalls einen E-Type-Jaguar fuhr.
Lindner verlor auf der glatten Bahn die Herrschaft über den Jaguar, berührte die Strohballen, wobei sich Fahrzeugteile lösten. Der Wagen wurde etwa zehn Meter hochgeschleudert, drehte sich um die eigene Achse, sodass Lindner hinausstürzte. Der Jaguar traf Patrias Abarth mit voller Wucht und drückte ihn gegen eine Mauer. Franco Patria wie auch die in unmittelbarer Nähe stehenden Ordner und der Sportkommissar waren sofort tot. Peter Lindner war zunächst noch bei Bewusstsein, starb jedoch trotz Bluttransfusion wenig später im Krankenhaus an seinen schweren inneren Verletzungen. Das Rennen ging weiter und endete mit einem Erfolg von Graham Hill und Joakim Bonnier auf einem Ferrari 330P.
Nach Ermittlungen der Untersuchungskommission war für den Unfall ein Materialfehler ursächlich. Etwa 30 Meter von der Stelle, an der Lindners Wagen erstmals die Strohballen berührte, wurde ein Stück der linken Hinterradfelge seines Jaguars gefunden. Etwa 80 Prozent der Bruchfläche ließen auf einen Dauerbruch, der Rest der Bruchfläche auf einen Gewaltbruch schließen, der möglicherweise durch eine Bodenwelle am Ausgang der überhöhten Zieleinfahrtkurve verursacht wurde.

## Statistik

### Sportliche Erfolge (Auswahl)
| mit seinem Teamkollegen Peter Nöcker |                                                                 |                           |                                        |
| Termin                               | Veranstaltung                                                   | Fahrzeug                  | Ergebnis                               |
| 11. Juni 1961                        | Int. ACS 6-Stunden-Rennen für Tourenwagen auf dem Nürburgring   | Jaguar MK II 3,8 Ltr.     | 1. Platz                               |
| 17. Juni 1962                        | Int. ADAC 6-Stunden-Rennen, GP der Tourenwagen, Nürburgring     | Jaguar MK II 3,8 Ltr.     | 1. Platz                               |
| 19. Mai 1963                         | 9. Int. ADAC-1000-Kilometer-Rennen auf dem Nürburgring          | Jaguar E-Type Lightweight | Ausfall (Öldruck, Ölleitung gebrochen) |
| 16. Juni 1963                        | Int. ADAC 6-Stunden-Rennen, GP der Tourenwagen, Nürburgring     | Jaguar MK II 3,8 Ltr.     | 1. Platz                               |
| 06. Juli 1963                        | 6-Stunden-Rennen für Tourenwagen auf der Brands Hatch (GB)      | Jaguar MK II 3,8 Ltr.     | 2. Platz, Rang 1 TW über 3000 cm³      |
| 14. Juli 1963                        | Int. ADAC 12-Stunden-Rennen für Tourenwagen auf dem Nürburgring | Jaguar MK II 3,8 Ltr.     | 1. Platz                               |
| 22. September 1963                   | Budapest Nagydij, Budapest (H)                                  | Jaguar MK II 3,8 Ltr.     | 3. Platz, Rang 1 Klasse 9              |

### Le-Mans-Ergebnisse
| Jahr | Team          | Fahrzeug                  | Teamkollege  | Platzierung | Ausfallgrund         |
| ---- | ------------- | ------------------------- | ------------ | ----------- | -------------------- |
| 1964 | Peter Lindner | Jaguar E-Type Lightweight | Peter Nöcker | Ausfall     | Überhitzter Zylinder |

### Einzelergebnisse in der Sportwagen-Weltmeisterschaft
| Saison | Team          | Rennwagen     | 1   | 2   | 3   | 4   | 5   | 6   | 7   | 8   | 9   | 10  | 11  | 12  | 13  | 14  | 15  | 16  | 17  | 18  | 19  | 20  | 21  | 22  |
| ------ | ------------- | ------------- | --- | --- | --- | --- | --- | --- | --- | --- | --- | --- | --- | --- | --- | --- | --- | --- | --- | --- | --- | --- | --- | --- |
| 1963   | Peter Lindner | Jaguar E-Type | DAY | SEB | SEB | TAR | SPA | MAI | NÜR | CON | ROS | LEM | MON | WIS | TAV | FRE | CCE | RTT | OVI | NÜR | MON | MON | TDF | BRI |
| 1963   | Peter Lindner | Jaguar E-Type |     |     |     | DNF |     |     |     |     |     |     |     |     |     |     |     |     |     |     |     |     |     |     |
| 1964   | Peter Lindner | Jaguar E-Type | DAY | SEB | TAR | MON | SPA | CON | NÜR | ROS | LEM | REI | FRE | CCE | RTT | SIM | NÜR | MON | TDF | BRI | BRI | PAR |     |     |
| 1964   | Peter Lindner | Jaguar E-Type |     |     |     |     |     |     | DNF |     | DNF |     |     |     |     |     |     |     |     |     |     | DNF |     |     |